# Kaunas (districtsgemeente)
De districtsgemeente Kaunas (Litouws: Kauno rajono savivaldybė) is een gemeente in het Litouwse district Kaunas en ligt rond  Kaunas van waaruit de districtsgemeente ook wordt bestuurd, ook al maakt de stad zelf geen deel uit van de districtsgemeente. De stad Kaunas valt namelijke gelijk met de stadsgemeente Kaunas. De districtsgemeente Kaunas heeft een oppervlakte van 1496 km² en 81.400 inwoners (census 2001). 

## Plaatsen in de gemeente
Plaatsen met inwonertal (2001):
- Garliava – 13322
- Domeikava – 4704
- Akademija – 4213
- Raudondvaris – 4092
- Neveronys – 3083
- Karmėlava – 2886
- Vilkija – 2338
- Ringaudai – 2197
- Ežerėlis – 2051
- Šlienava – 1796
- Truskava - 137